# Magnus Jonsson (fotbollsmålvakt)
Pär Magnus Jonsson Saxborn, född 23 september 1977 i Göteborg, är en svensk före detta fotbollsmålvakt.

## Karriär
Magnus Jonsson började sin karriär som liten i Gunnilse IS. Han var en av de stora talangerna som Gunnilse IS skolade fram under 1990-talet. Han tillhör den framgångsrika årgången födda 1977, som vann SM-guld 1995 för juniorer. Samma år tog Jonsson steget över till Gunnilse IS seniortrupp. Han var med de framgångsrika åren med Gunnilse IS, då de var ytterst nära att nå allsvenskan (åren 1997 samt 1999). Jonsson gjorde sin sista säsong för Gunnilse IS i Division II 2001. 
Inför säsongen 2002 värvades Jonsson av BK Häcken. Där stannade han i ett antal år och var med att slutligen spela tillbaka klubben i allsvenskan. Jonsson valde sedan att byta miljö och flytta. IFK Norrköping köpte honom inför år 2006 och såg honom som en nyckelspelare för att nå allsvenskan igen. Sejouren i IFK Norrköping blev dock enbart ett år då han valde att lämna Norrköping efter olika omständigheter.
2007 fick Hammarby IF målvaktsproblem och valde då att under en kortare period kontraktera Jonsson. Han hade under samma år hjälpt sin forna klubb BK Häcken under två matcher i superettan. 2009 blev han kontrakterad av Göteborgsklubben Gais som reservmålvakt till Dime Jankulovski.

## Klubbar
- Gunnilse IS –2000
- BK Häcken 2001–2005
- IFK Norrköping 2006
- BK Häcken 2007
- Hammarby IF 2007
- Gais 2009–2010

## Meriter
- Allsvenska matcher: 8
- Superettanmatcher: 171
- 2 J-landskamper